# Footjob

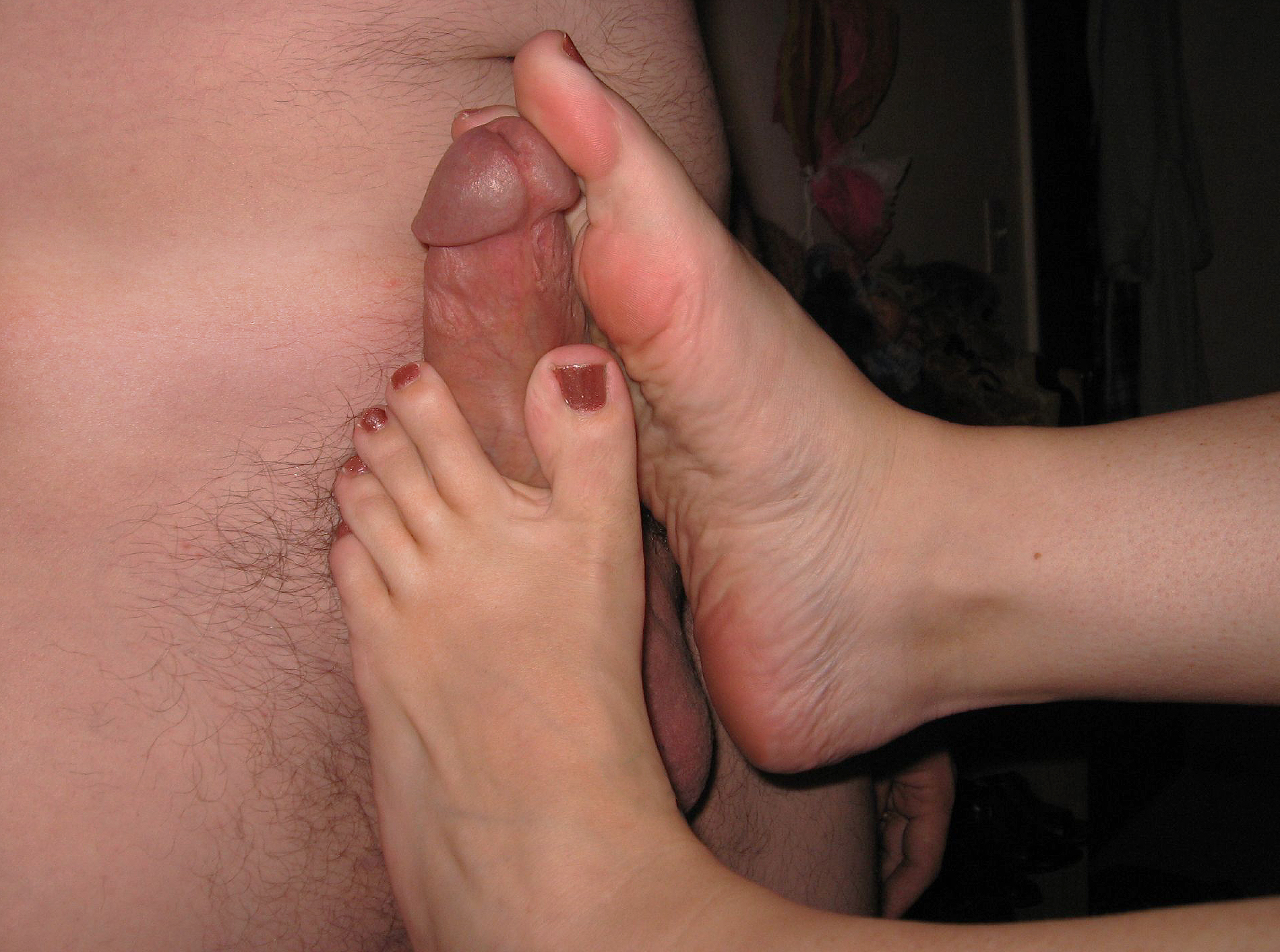
Un masaje a un pene erecto con las plantas y los dedos de los pies

Footjob (literalmente «trabajo con el pie» o «trabajo de pie») es una palabra de origen inglés, derivada del término handjob, para referirse a la práctica sexual con los pies, y cuyo término puede ser identificado con la sigla FJ.
A pesar de que esta práctica está estrechamente relacionada con el fetichismo por los pies, no es exclusiva, y también se suele practicar con carácter de dominación.

## Elfootjoben el erotismo
Es considerado parte del fetichismo de pies si es que hubiera interés exclusivo por esa parte del cuerpo. Otros términos relacionados son el toejob, centrado en los dedos de los pies y el solejob, con las plantas de los pies.
En esta actividad se colocan los pies, ya sea descalzos, con tacones, botas, sandalias o medias en el pene, y se lo acaricia con las plantas o los dedos.
El término «footjob» se refiere, en términos generales, a la estimulación del pene utilizando los pies. Sin embargo, también puede abarcar otras formas de estimulación sexual, como la relacionada con los pezones y la vagina en mujeres, particularmente del clítoris, o el ano, lo cual es una práctica que se observa en algunas parejas homosexuales.